# Skakači
Skakači (znanstveno ime Dipodidae) so družina glodavcev, prepoznavni po močno podaljšanih zadnjih nogah, prilagojenih za skakanje. Predstavniki so razširjeni po puščavskih predelih od Severne Afrike do Srednje Azije.
Opisanih je približno 40 danes živečih vrst v 15 rodovih.

## Opis
So majhne, mišim podobne živali, ki se premikajo le po močno podaljšanih zadnjih nogah (torej dvonožno), sprednje noge pa uporabljajo zgolj za prijemanje in kopanje. Zadnje noge so vsaj štirikrat daljše od sprednjih, predvsem na račun podaljšanih stopal, v katerih so pri večini vrst zraščene srednje stopalne koščice. Običajno imajo na njih le tri osrednje prste, stranska dva pa sta zakrnela. Vrste, ki živijo v peščenih puščavah, imajo na stopalih tudi goste dlake, ki delujejo kot krplje. Skočijo lahko več kot en meter v dolžino. Pri tem ta način premikanja ni tako učinkovit kot pri nekaterih drugih skakanju prilagojenih živalih (le majhen del energije vsakega skoka se ob doskoku spet shrani v elastične strukture); skakači se tako ne zanašajo na konstantno hitrost pri begu pred plenilci, temveč skačejo v vse smeri in jih tako poskušajo zmesti. Pri lovljenju ravnotežja si pomagajo z dolgim repom, na katerega se tudi opirajo pri počivanju, podobno kot kenguruji.
V splošnem so skakači nočne živali z velikimi očmi, ki si za dnevni počitek izkopljejo brloge v tleh. Prehranjujejo se večinoma s semeni, nekatere vrste pa tudi z žuželkami in drugimi majhnimi nevretenčarji.

## Taksonomija in sistematika
Njihovi najbližji sorodniki so skočice in brezove miši (družina Zapodidae), ki živijo na travnikih nekoliko hladnejših območij Evrazije in Severne Amerike. Pravzaprav so jim po ključnih taksonomskih znakih tako podobni, da so jih nekoč združevali v isto družino, po novejšem referenčnem delu Handbook of the Mammals of the World pa vendarle predstavljajo ločeno družino.
Delitev (poddružine in rodovi z zgledi vrst):
- poddružina Cardiocraniinae
  - rod Cardiocranius
    - petoprsti pritlikavi skakač (C. paradoxus)

  - rod Salpingotus
  - rod Salpingotulus
- poddružina Euchoreutinae
  - rod Euchoreutes
    - dolgouhi skakač (E. naso)
- poddružina Dipodinae
  - rod Dipus
    - puščičasti skakač (D. sagitta)

  - rod Eremodipus
  - rod Jaculus
  - rod Paradipus
    - glavnikasti skakač (P. ctenodactylus)

  - rod Stylodipus
    - debelorepi triprsti skakač (S. telum)
- poddružina Allactaginae
  - rod Allactaga
  - rod Allactodipus
  - rod Orientallactaga
  - rod Paralactaga
  - rod Pygeretmus
    - mali petoprsti skakač (P. pumilio)

  - rod Scarturus